# Jon Barwise
Kenneth Jon Barwise (29 de junho de 1942 – 5 de março de 2000) foi um matemático americano, filósofo e lógico que propôs algumas revisões fundamentais na maneira em que a lógica é entendida e usada.
Nasceu em Independence, Missouri. Para Kenneth T. e Evelyn, ele era uma criança precoce.
Aluno de Solomon Feferman na Universidade de Stanford, Barwise começou suas pesquisas na lógica infinitária. Depois do cargo de professor assistente nas Universidades de Yale e Wisconsin, periodo no qual se interessou na linguagem natural, ele retornou a Stanford em 1983 para dirigir o Centro para Estudos da Língua e Informação.  Ele lecionou na Universidade de Indiana em 1990 e foi eleito membro da Academia de Artes e Ciências dos Estados Unidos em 1999.
Barwise sustentou que, por ser explícito sobre o contexto em que uma proposição é feita, a situação, muitos problemas na aplicação da lógica podem ser eliminados. Ele buscou ... entender o significado e inferência dentro da teoria geral da informação, o que nos leva para fora do reino das sentenças e relações entre sentenças de qualquer linguagem, natural ou formal. Em particular, Jon alegou que tal abordagem resolveu o paradoxo do mentiroso. Ele fez uso da teoria dos Conjuntos Não-Bem-Fundados de Peter Aczel na compreensão do "ciclo interminável" de raciocínio.
Barwise, juntamente com o seu antigo colega na Universidade de Stanford John Etchemendy, foi o autor do popular livro de lógica Language, Proof and Logic. Ao contrário de Handbook, que foi uma pesquisa sobre o estado da arte da Lógica Matemática c. 1975, este trabalho foi direcionado à lógica elementar.  O texto é notável por incluir programas de computador em problemas, alguns dos quais são providos de representação visual dos problemas lógicos.  Durante o tempo que ficou em Stanford, ele também foi o primeiro diretor dos Programas de Sistemas Simbólicos, um programa de grau de inter-serviços focado nas relações entre percepção, linguagem, lógica, e computação. O prêmio K. Jon Barwise pela Notável Contribuição aos Programas de Sistemas Simbólicos é dado periodicamente desde 2001.

## Trabalhos
- Barwise, K. J. (1975) Admissible Sets and Structures. An Approach to Definability Theory ISBN 0-387-07451-1
- Barwise, K. J. & Perry, John (1983) Situations and Attitudes. Cambridge: MIT Press. ISBN 1-57586-193-3
- Barwise, K. J. & Etchemendy, J. (1987) The Liar: An Essay in Truth and Circularity ISBN 0-19-505944-1
- Barwise, K. J. (1988) The Situation in Logic ISBN 0-937073-32-6
- Barwise, K. J. & Moss, L. (1996) Vicious Circles. On the Mathematics of Non-Wellfounded Phenomena ISBN 1-57586-008-2
- Barwise, K, J. & Seligman, J. (1997) Information Flow: the Logic of Distributed Systems ISBN 0-521-58386-1
- Barwise, K. J. & Etchemendy, J. (2002) Language, Proof and Logic ISBN 1-57586-374-X
- Barwise, K. J. Editor (1977) Handbook of Mathematical Logic. ISBN 0-7204-2285-X